# امباتوافو
امباتوافو (به لاتین: Ambatoafo) یک سکونتگاه مسکونی در ماداگاسکار است که در ساوا (ماداگاسکار) واقع شده‌است.

## خصوصیات
امباتوافو ۶٬۰۰۰ نفر جمعیت دارد و ۳۳۶ متر بالاتر از سطح دریا واقع شده‌است.